# بيتر هارتمان (نحات)
بيتر هارتمان هو نحات سويسري، ولد في 19 يونيو 1921 في هامبورغ في ألمانيا، وتوفي في 14 نوفمبر 2007 في ثونيكس في سويسرا.